# Atlético Cajazeirense de Desportos
Atlético Cajazeirense de Desportos is een Braziliaans voetbalclub uit Cajazeiras in de staat Paraíba, bekend als simpelweg Atlético of Atlético de Cajazeiras.

## Geschiedenis
De club werd opgericht in 1948. In 1992 speelde de club voor het eerst in de hoogste klasse van het Campeonato Paraibano. Daar speelde de club onafgebroken tot 2008. Na één jaar keerde de club terug om weer terug te degraderen. Sinds 2013 is de club opnieuw actief in de hoogste klasse. In 2003 nam de club deel aan de Copa do Brasil en verloor daar van Bahia.

## Erelijst
Campeonato Paraibano
2002